# Dijkstra
Dijkstra is een veelvoorkomende Nederlandse familienaam, van oorsprong Fries (spreek uit als diekstra in de friese taal) en genoemd naar een dijk.
Het achtervoegsel "-stra" is evenals "-ster" afgeleid van het oude Germaanse "-sater", te vertalen als zitter of bewoner. Vanwege een ongeschreven taalregel wordt het suffix alleen achter eenlettergrepige woorden gezet, bij de invoering van de burgerlijke stand in 1811 noemden verschillende families zich naar evenzovele verschillende dijken, die alle werden verkort tot één lettergreep. Veenstra en Hoogstra zijn vergelijkbare toponiemen.
Vooruitlopend op de grote immigratiegolven in de vroege 20e eeuw togen vanaf 1840 vele Dijkstra's naar de Verenigde Staten, waar zij hun naam veelal "veramerikaniseerden" tot Dykstra. Afwijkende vormen, onder meer nog Dijkstar en Dijckstra, komen ook voor in het Nederlands.
In 2007 verscheen bij uitgeverij Dijkstra in Hengelo het boek "Dijkstra : geschiedenis van een familie uit Friesland", geschreven door Sanne Dijkstra en in het Engels vertaald door Douglas Douwe Dykstra.

## Achternaam Dijkstra
- Sicke van Dijckstra, mede-oprichter van de Admiraliteit van Friesland in 1597.
- Waling Dykstra (1821-1914), schrijver en voordrachtskunstenaar, redacteur van het Friesch Woordenboek vanaf 1885.
- Gerrard Kornelis Dijkstra (1867-1946), Nederlandse luitenant-generaal, commandant van het Indische leger en onder meer ridder in de Militaire Willems-Orde vierde klasse.
- Broer Doekeles Dykstra (1871-1955), Amerikaans immigrant in 1882, pastor, auteur, leider in de Reformed Church in America.
- Johan Dijkstra (1896-1978), beeldend kunstenaar, mede-oprichter van het Groningse kunstenaarscollectief De Ploeg in 1918.
- Lou Dijkstra (1909-1964), schaatser.
- Fokje Bleeker-Dijkstra (1910-2000), verzetsstrijder in de Tweede Wereldoorlog.
- Kor Mulder van Leens Dijkstra (1917-1989), grootmeester correspondentieschaak, landskampioen in 1946, '47 en '48.
- Bert Dijkstra (1920-2003), acteur, hoofd afdeling hoorspelen bij de AVRO vanaf 1958.
- Edsger Dijkstra (1930-2002), wiskundige en informaticus.
- Tjaard Dijkstra (1931-2025), bouwkundig ingenieur, architect en hoogleraar
- Minne Dijkstra (1937), Nederlands politicus.
- Sjoukje Dijkstra (1942-2024), kunstschaatsster.
- Wim Dijkstra (1946), burgemeester.
- John Dykstra (1947), Amerikaans filmdecorbouwer en special-effectsspecialist.
- Jaap Dijkstra (1954), politicus voor de PvdA, wethouder in Groningen sinds 2006.
- Kor Dijkstra (1954-2016), politicus voor het CDA, burgemeester van Grootegast sinds 1990.
- Pia Dijkstra (1954), politicus voor D'66, journalist en televisiepresentatrice.
- Rineke Dijkstra (1959), fotograaf.
- Herbert Dijkstra (1966), sportverslaggever, schaatser en wielrenner.
- Remco Dijkstra (1972), Nederlands politicus.
- Klaas-Douwe B. Dijkstra, entomoloog, gespecialiseerd in libellen.
- Erik Dijkstra (1977), Nederlands journalist en presentator.
- Peter Dijkstra (1978), koordirigent.
- Wieke Dijkstra (1984), hockeyinternational.
- Wim Dijkstra, organist.
- Wessel Dijkstra (1944), beeldend kunstenaar.

## Naar Dijkstra genoemd
- Dijkstra (molen), stellingmolen in Winschoten, gebouwd voor de familie Dijkstra in 1862.
- Hermans Dijkstra, monumentale boerderij in de Groningse plaats Midwolda.
- Kortstepad-algoritme, ook bekend als Dijkstra's algoritme
- Roel Dijkstra, reeks voetbalstripboeken door Jan Steeman en anderen van 1975 tot 1985.